# 위명선
위명선(1995년 ~)은 대한민국의 가수다. 2019년 싱글 《사랑은 꿈이더라》로 데뷔했다.

## 방송
- 전국노래자랑 - 전남 완도군 편
- 내일은 미스터트롯 (2020) - Top101

## 음반
- 사랑은 꿈이더라 (2019)
- 위명선 (2021)

## 수상
- 대한민국청소년트로트가요제 대상